# The Devil's Charter
The Devil's Charter è una tragedia del drammaturgo inglese Barnabe Barnes, andata in scena per la prima volta nel 1607 davanti a Giacomo I d'Inghilterra e la sua corte. La tragedia narra una versione fortemente romanzata della vita di Alessandro VI e della famiglia Borgia; scritta meno di due anni dopo il fallimento della congiura delle polveri, l'opera di Barnes adotta le politiche anti-cattoliche dell'età giacomiana, dipingendo il papato come dedito a vizi, perversioni e corruzione.

## Trama
La tragedia si apre con Roderigo Borgia che fa un patto con il diavolo per ascendere al papato, cosa che accade e il cardinale sale al trono di Pietro con il nome di Alessandro VI. Intanto Ludovico Sforza convince Carlo VIII, re di Francia, a dichiarare guerra all'Italia per motivazioni religiose. Pamphlet satirici cominciano a circolare per Roma sulla corruzione di Papa Borgia e vengono intercettati da Gismondo di Viselli, marito di Lucrezia Borgia, ed il militare Barbarosa, che decide di prendere in mano la situazione, scovare e punire l'autore del manifesto satirico. Solo nelle sue stanza, Roderigo confessa di aver venduto la propria anima al diavolo per l'avanzamento suo e dei due figli, Cesare e il Duca di Gandia; il pontefice divide i territori d'Italia e ne affida una metà a ciascuno dei due figli maschi. Roderigo è particolarmente d'accordo con Cesare, che si propone di governare e combattere guerre in nome della religione. Mentre il duca di Gandia si allontana per cercare moglie, Lucrezia uccide il marito Gismondo per vendicarsi del fatto che l'uomo la aveva fatta chiudere in casa. Dopo aver legato il marito, Lucrezia gli fa firmane una confessione in cui Gismondo si auto-accuso di aver oltraggiato lei e il papa; ottenuta la falsa confessione, Lucrezia lo pugnala e dispone la scena come se il marito si fosse suicidado. Poi si ritira nelle sue stanze e quando Barbarossa e un servo rinvengono il corpo la donna si finge sconvolta e minaccia il suicidio. Il coro informa il pubblico che il re di Francia sta marciando sull'Italia con ventimila soldati. Alessandro e i figli si preparano per fronteggiare Carlo. Il re di Francia e il pontefice inizialmente non riescono a trovare un accordo, dato che il re vorrebbe razziare Roma e il Santo Padre si rifiuta di barricarsi a Castel Sant'Angelo; Alessandro viene accusato di essere l'anticristo e gli uomini di Carlo esortano il sovrano a liberarsi di lui, ma alla fine i regnanti di Francia e dello Stato Pontificio si accordano per evitare la guerra. Il coro informa il pubblico che poco dopo Carlo muore ed il territorio passa di mano in mano.
Papa Borgia invia un messaggero con un rubino a Astorre III Manfredi, suo prigioniero e schiavo sessuale, perché vorrebbe abusare sessualmente di lui. Il ragazzo rifiuta, rigetta il corteggiamento del papa e chiede di potere andare a messa. Il pontefice acconsente malvolentieri, perché l'assenza del ragazzo gli pesa. Cesare intanto assume il ruffiano Frescobaldi per commettere omicidi per lui; intanto il Duca di Gandia sospetta della sorella per l'omicidio di Gismondo e fa chiamare Lucrezia per interrogarla. Per proteggere l'amata sorella, Cesare fa uccidere il fratello da Frescobaldi e gli fa buttare il corpo nel Tevere; appena Frescobaldi esegue il compito, Cesare spinge dal ponte anche lui, per assicurarsi il suo silenzio. In quanto cardinale, Cesare è sicuro che nessuno sospetterà di lui, decide di far cadere la colpa dell'omicidio del fratello su Sforza e di uccidere anche la sorella. Il papa invoca il diavolo per scoprire chi ha ucciso il figlio ed il genero e scopre con orrore che Cesare e Lucrezia sono gli autori dei delitti. Decide quindi di uccidere Astorre e i figli e fronteggia Cesare con l'accusa di aver eliminato il fratello, un’accusa a cui Cesare ribatte rinfacciando al padre i peccati di incesto, omicidio, lussuria e sodomia.  Decidono quindi di custodire l'uno i segreti dell'altro, ma Lucrezia muore per essersi imbellettata con del trucco velenato. Cesare guida l'assedio contro Caterina Sforza a Forlì e minaccia la castellana di ucciderle i figli, che tiene prigionieri. Caterina rifiuta di trattare con Cesare, che fa uccidere i figli della donna e la cattura durante la battaglia; una volta che Caterina è prigioniera, Cesare le rivela che i due figli sono ancora in vita e manda i tre a Roma dal padre. Barbarossa assume il controllo di Forlì con l'autorità papale e libera il popola dall'oppressione. Alessandro intanto fa drogare Astorre ed il fratello Filippo e li fa mordere da un serpente velenoso, uccidendoli. Gli omicidi dei rivali dei Borgia non passano però inosservati e i nobili romani cominciano a sospettare del loro papa.
Cesare intanto congeda e paga generosamente l’esercito, per poi assumere Baglioni per uccidere lo speziale Rozzi. Bernardo va a comprare del veleno da Rozzi, che gli porge delle bottiglie mentre legge una lettera; Bernardo beve e si avvelena inavvertitamente, ma riesce comunque a sparare allo speziale. Bernardo recupera le bottiglie e le porta a Cesare che, insieme al padre, vuole usarle per avvelenare il cardinale Caraffa al banchetto di quella sera. Ma durante la cena il diavolo inverte le bottiglie ed Alessandro e Casare di avvelenano da soli. Credendo di essere stato tradito, Cesare pugnala a morte Bernardo e i cardinali fuggono per salvarsi la vita. I demoni Belchar, Astaroth e Varca compaiono per trascinare il papa all’inferno dopo che Alessandro si è ritirano nel suo studio. Qui i demoni gli mostrano l’accordo stipulato e il papa realizza che il contratto non sarebbe scaduto dopo 18 anni e 8 giorni, come credeva, ma dopo soli 11 anni e 7 giorni. Il pontefice prova a redimersi ma la sua coscienza è ormai irrimediabilmente corrotta, incapace di contrizione e non riesce più nemmeno a praticare un esorcismo per scacciare i diavoli. I demoni evocano gli spettri del duca di Gandia e di Lucrezia, che si vendicano dei loro assassini: il duca pugnala Cesare e la Borgia avvelena il padre. I Borgia ancora in vita vengono trascinati all’inferno e quando due cardinali rinvengono i cadaveri di Alessandro VI e di Cesare danno l’ordine di suonare le campane a festa per tutta Roma, per celebrare la caduta della dinastia diabolica.

## Edizioni
- (EN) Barnabe Barnes, The Devil's Charter, a cura di R.B. McKerrow, Lovanio, Uystpruyst, 1904.

- (EN) Barnabe Barnes, The Devil's Charter, a cura di Jim C. Progue, New York, Garland, 1980.

- (EN) BarnabeBarnes, The Devil's Charter, New York e Londra, Routledge, 1999, ISBN 9781135863104.
- (EN) Barnabe Barnes, The Devil's Charter, a cura di Richard Proudfoot e H. R. Woudhuysen, collana The Malone Society, Manchester, Manchester University Press, 2025, ISBN 978-1526152398.